# Дом Чайковского (Таганрог)
Дом Чайковского — старинный особняк в Таганроге (ул. Греческая, 56), памятник архитектуры 1870-х годов.

## История дома
Проект на строительство дома по заказу подполковника Войска Донского Д. Г. Калиновского подготовлен в 1871 году архитектором М. П. Петровым. Существует версия, что в недостроенном виде особняк перешёл, в погашение карточного долга, во владение купца Сарандино, который и завершил строительство. В 1880—1890-е дом числился за вдовой Сарандино. С 1883 по 1894 год дом арендовало Русское общество пароходства и торговли (РОПиТ) для своего агента, морского офицера Ипполита Ильича Чайковского. В гости к брату приезжал композитор Пётр Ильич Чайковский, останавливаясь в этом доме (1886, 1888, 1890). С 1898 по 1906 год владелицей особняка являлась жена надворного советника Ю. И. Тархова, а в 1915 — жена генерал-майора К. П. Ретивого. С 1920 по 1966 год здесь размещалась часть детской больницы № 1, с 1966 по 1974 — УНР-100. С 1974 по настоящее время здание занимают нотно-музыкальный и иностранный отделы Центральной городской библиотеки им. Чехова, камерный концертный зал, комната-музей П. И. Чайковского под общим названием «Дом музыки».
Нынешний вид здания отличается от первоначального: дошедшая до Таганрога волна Крымского землетрясения (1927) повредила часть левого крыла, которое позже было разрушено. Во время реконструкции (1974—1976) на шпиле башни был установлен флюгер в виде парусника (автор — художник Ю. С. Яковенко), которого раньше никогда не было. Здание входит в список памятников истории и культуры. А. П. Чехов в 1895 году писал брату: «Если бы я был богат, то непременно бы купил тот дом, где жил Ипполит Чайковский».

## Архитектурные особенности
Особняк из красного кирпича с мансардой, увенчанный романтической зубчатой башней со шпилем. Стрельчатые окна придают зданию сходство со средневековым замком (модерн, неоготика).

## Галерея

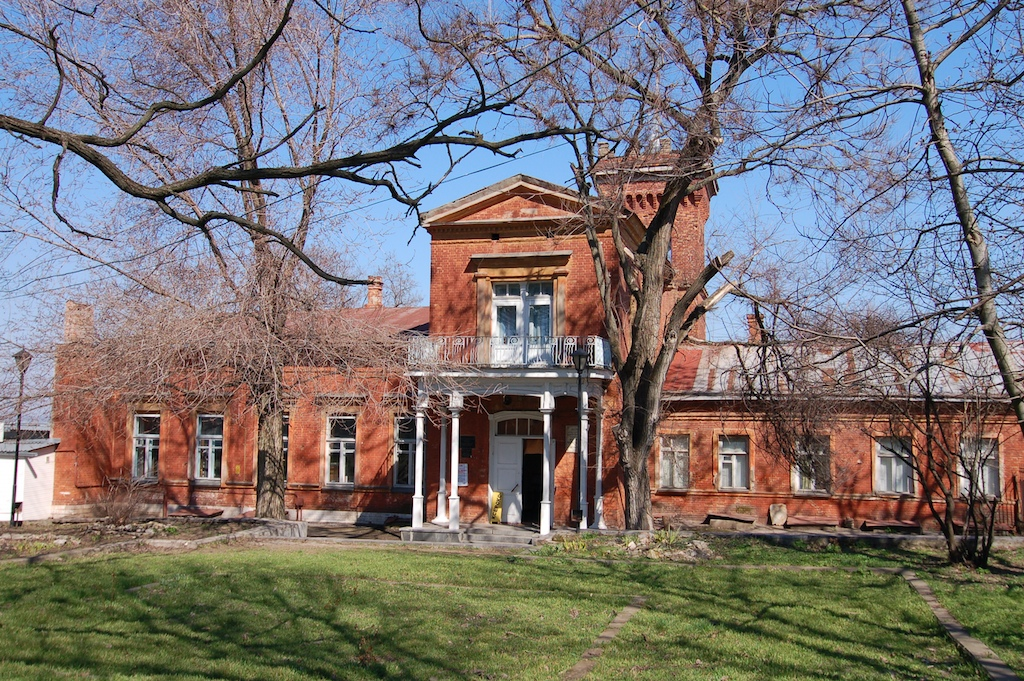
Дом Чайковского
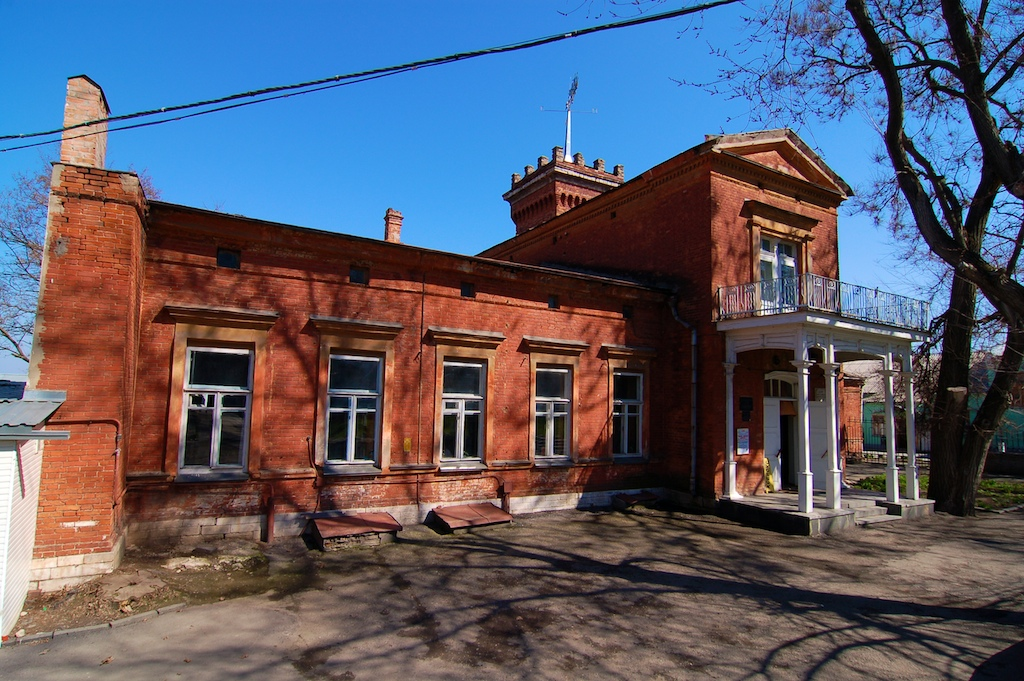
Дом Чайковского, 2008
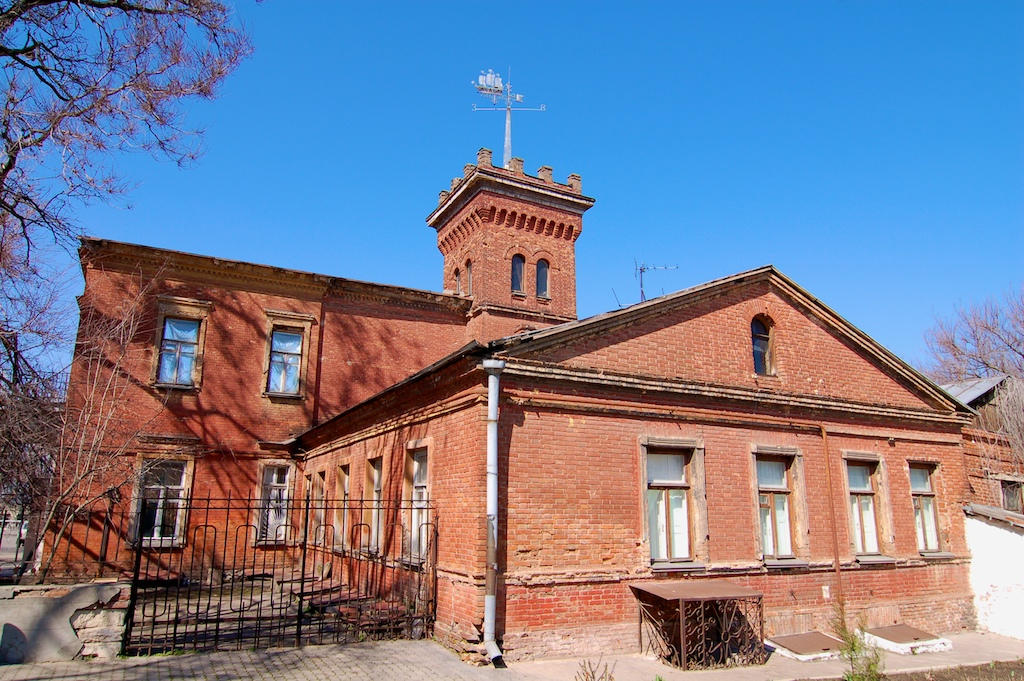
Дом Чайковского, 2008
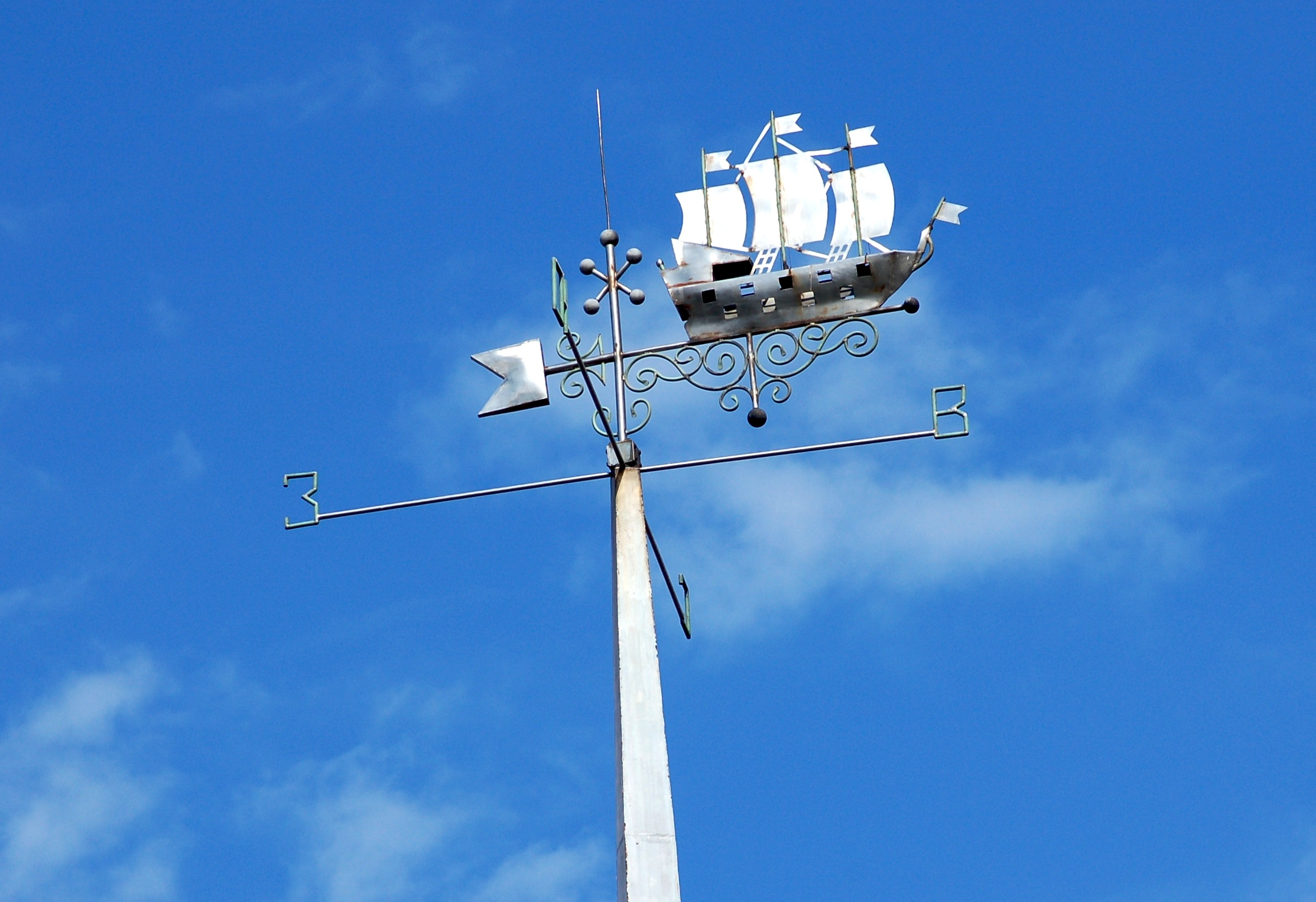
Флюгер. Существовал с 1976 по 2009 г.
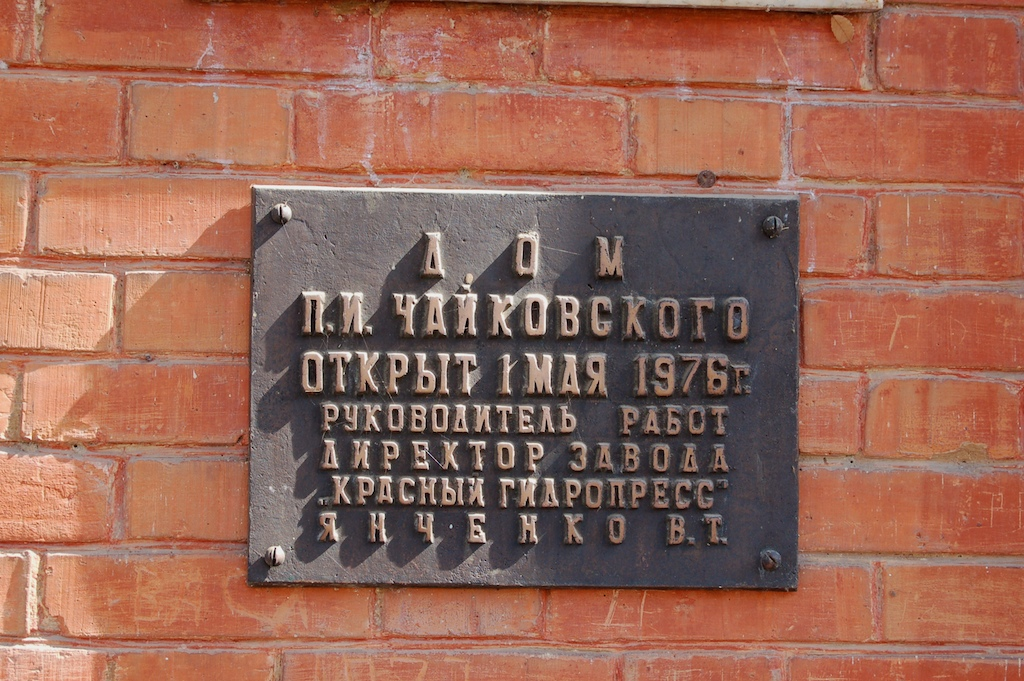
Мемориальная табличка об открытии музея в 1976 г.
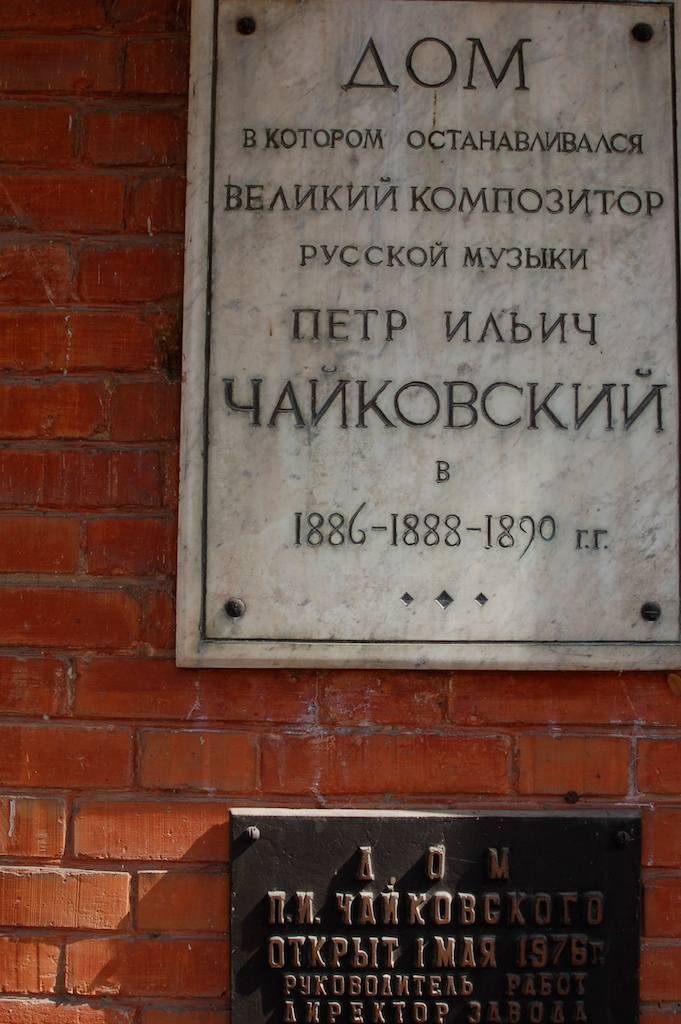

## Известные обитатели дома
- Ипполит Ильич Чайковский (1843—1927) — генерал-майор от адмиралтейства.
- Пётр Ильич Чайковский (1840—1893) — русский композитор, дирижёр, педагог.

## Современное состояние
Последняя реставрация, которой подвергался дом, была произведена в 2009—2010 годах в рамках празднования 150-летия со дня рождения А. П. Чехова. В ходе реставрации на башенке дома был сооружён бельведер. Флюгер в виде парусника, украшавший дом с 1976 года, был демонтирован. Ревнителей старины Таганрога шокировала замена большинства деревянных оконных переплётов здания на металлопластиковые.